# باول هوفمان (كاتب بريطاني)
باول هوفمان (بالإنجليزية: Paul Hoffman)‏ هو كاتب سيناريو وصحفي وكاتب بريطاني، ولد في 9 نوفمبر 1953 في هولندا في هولندا.

## وصلات خارجية
- الموقع الرسمي
- بول هوفمان على موقع IMDb (الإنجليزية)
- بول هوفمان على موقع قاعدة بيانات الفيلم (الإنجليزية)